# Maisbrot

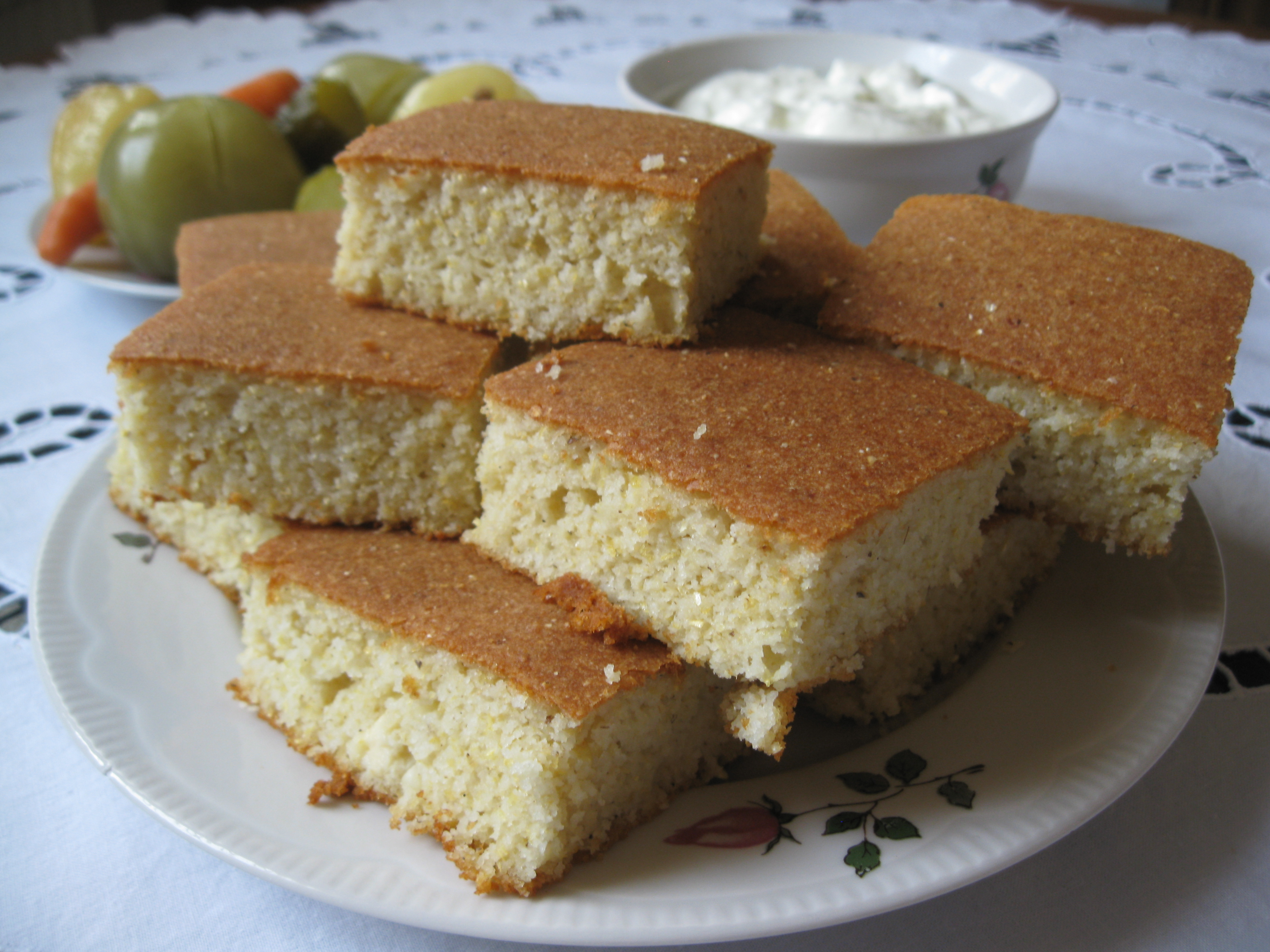
Maisbrot

Maisbrot (englisch cornbread) ist ein mit Maismehl hergestelltes Gebäck, das vor allem in den Südstaaten der USA verbreitet ist. 

## Verwendung

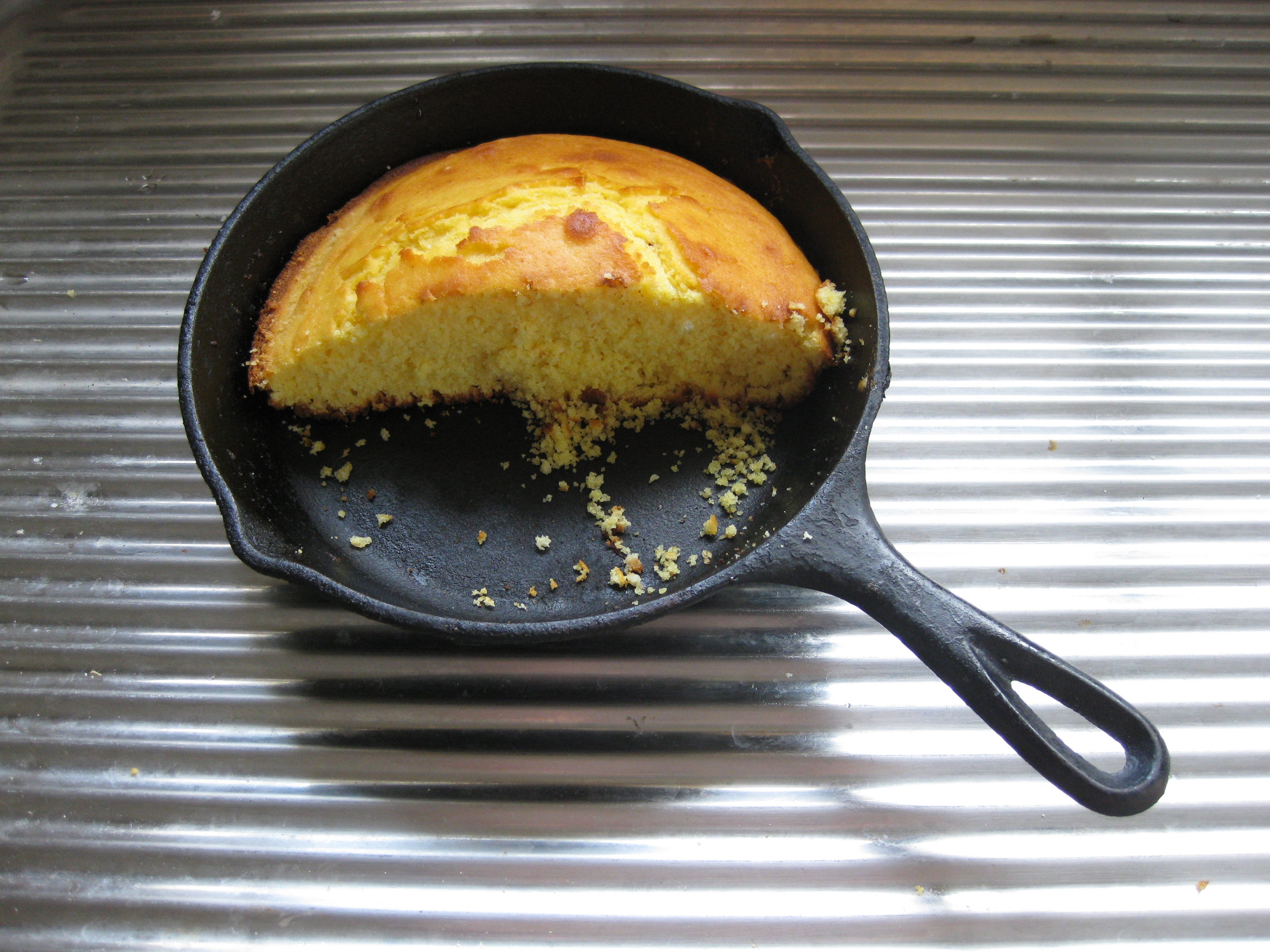
In der Pfanne gebratenes Maisbrot

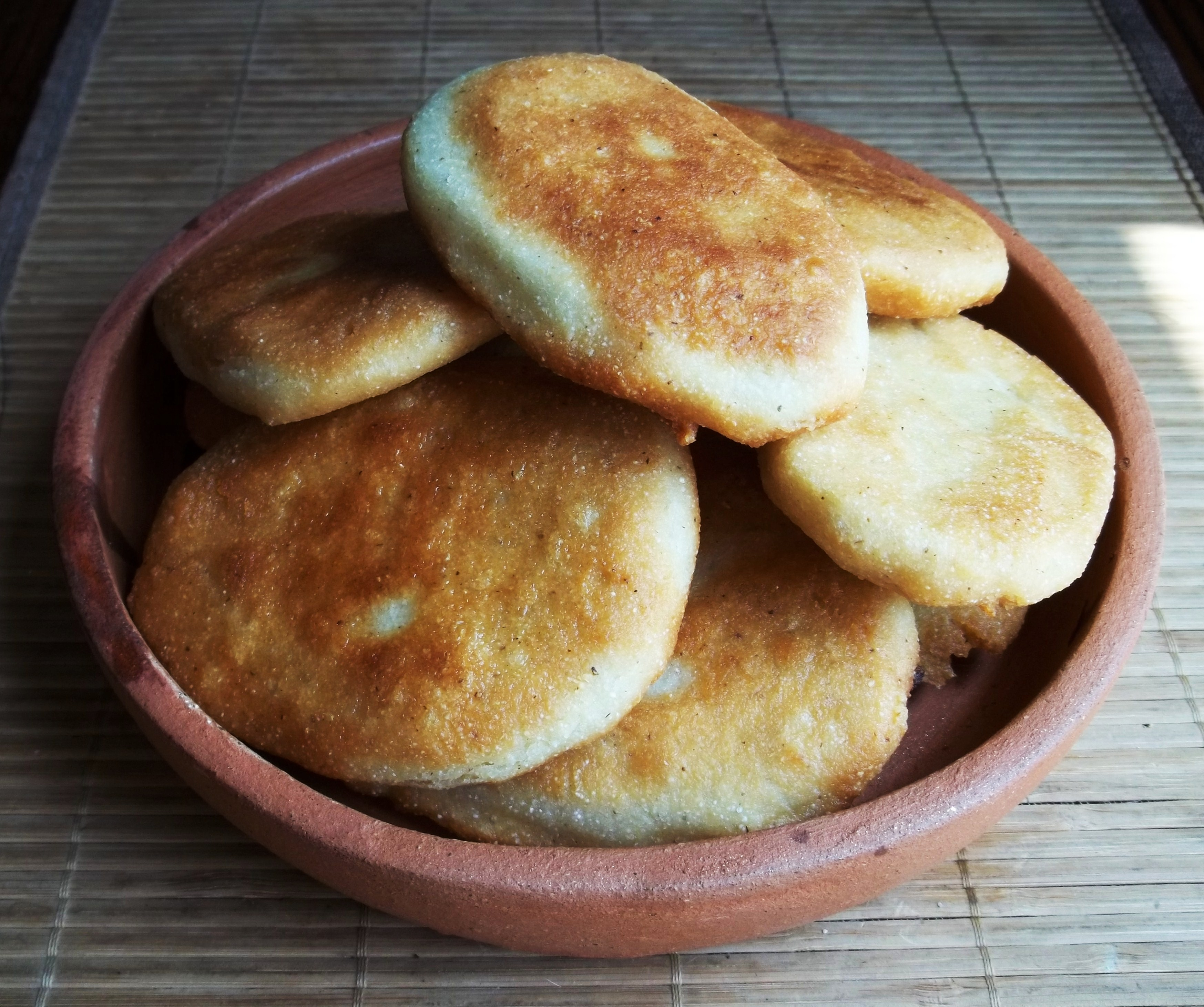
Georgische Mschadi

Maisbrot hat eine lange Tradition und wurde bereits von den Ureinwohnern Nordamerikas zubereitet. Da Maismehl billiger war als Weizenmehl, war Maisbrot in den Südstaaten eher ein Grundnahrungsmittel als Weizenbrot. Maisbrot ist auch als Beilage zum traditionellen Truthahn-Essen an Thanksgiving beliebt. 

## Zubereitung
Da es nicht möglich ist, aus Maismehl Brotlaibe herzustellen, wie sie bei Brotgetreidearten (Weizen, Roggen, Dinkel) üblich sind, muss der Teig entweder als Fladenbrot ausgerollt oder durch Zusatz von Weizenmehl backfähiger gemacht werden. Neben Mais- und Weizenmehl kann das Produkt auch Zucker, Butter, Milch und Eier enthalten. Maisbrot wird üblicherweise mit Backpulver gelockert und kann gebacken, gebraten, frittiert oder gedämpft werden.

## Varianten
Maisbrot wird in vielen Varianten hergestellt: Corn Pone (in der Pfanne gebraten, wird bei Mark Twain erwähnt), Johnnycakes (ursprünglich: Shawnee Cakes), Crackling bread oder Hushpuppys (frittierte Bällchen). 
In der georgischen Küche gibt es Maisbrot unter dem Namen Mschadi. Auch in der türkischen Küche wird Maisbrot, dort als Mısır Ekmeği bekannt, zubereitet. Die Sopa paraguaya wird hauptsächlich aus Maismehl, Käse, Fett, Eiern, Butter und Milch hergestellt.